# Clasificación para la Copa Mundial de Fútbol de 2018
En el proceso de clasificación para la Copa Mundial de Fútbol de 2018, los equipos inscritos por las seis confederaciones de la FIFA compitieron por los 31 cupos disponibles. Con la plaza destinada al anfitrión, Rusia, fueron 32 participantes los que disputaron la competencia final del torneo.
El sorteo de la clasificación tuvo lugar en el Palacio Konstantínovski, Strelna, San Petersburgo, el 25 de julio de 2015.

## Equipos clasificados
| Copa Mundial de Fútbol de 2018 | Copa Mundial de Fútbol de 2018 | Copa Mundial de Fútbol de 2018         | Copa Mundial de Fútbol de 2018 | Copa Mundial de Fútbol de 2018 | Copa Mundial de Fútbol de 2018 | Copa Mundial de Fútbol de 2018 | Copa Mundial de Fútbol de 2018                     | Copa Mundial de Fútbol de 2018 |
| N.º                            | Equipo                         | Detalle                                | Fecha de clasificación         | Part.                          | Cons.                          | Última                         | Mejor presentación                                 | Ranking FIFA                   |
| ------------------------------ | ------------------------------ | -------------------------------------- | ------------------------------ | ------------------------------ | ------------------------------ | ------------------------------ | -------------------------------------------------- | ------------------------------ |
| 1                              | Rusia                          | Anfitrión                              | 2 de diciembre de 2010         | 11                             | 2                              | 2014                           | Cuarto puesto (1966)                               | 13                             |
| 2                              | Brasil                         | 1.° en la Conmebol                     | 28 de marzo de 2017            | 21                             | 21                             | 2014                           | Campeón (1958, 1962, 1970, 1994, 2002)             | 2                              |
| 3                              | Irán                           | 1.° del Grupo A de la fase 3 de la AFC | 12 de junio de 2017            | 5                              | 2                              | 2014                           | Primera ronda (1978, 1998, 2006, 2014)             | 30                             |
| 4                              | Japón                          | 1.° del Grupo B de la fase 3 de la AFC | 31 de agosto de 2017           | 6                              | 6                              | 2014                           | Octavos de final (2002, 2010)                      | 52                             |
| 5                              | México                         | 1.° del Hexagonal final de la Concacaf | 1 de septiembre de 2017        | 16                             | 7                              | 2014                           | Cuartos de final (1970, 1986)                      | 14                             |
| 6                              | Bélgica                        | 1.° del Grupo H de la UEFA             | 3 de septiembre de 2017        | 13                             | 2                              | 2014                           | Cuarto puesto (1986)                               | 9                              |
| 7                              | Corea del Sur                  | 2.° del Grupo A de la fase 3 de la AFC | 5 de septiembre de 2017        | 10                             | 9                              | 2014                           | Cuarto puesto (2002)                               | 49                             |
| 8                              | Arabia Saudita                 | 2.° del Grupo B de la fase 3 de la AFC | 5 de septiembre de 2017        | 5                              | 1                              | 2006                           | Octavos de final (1994)                            | 59                             |
| 9                              | Alemania                       | 1.° del Grupo C de la UEFA             | 5 de octubre de 2017           | 19                             | 17                             | 2014                           | Campeón (1954, 1974, 1990, 2014)                   | 1                              |
| 10                             | Inglaterra                     | 1.° del Grupo F de la UEFA             | 5 de octubre de 2017           | 15                             | 6                              | 2014                           | Campeón (1966)                                     | 15                             |
| 11                             | España                         | 1.° del Grupo G de la UEFA             | 6 de octubre de 2017           | 15                             | 11                             | 2014                           | Campeón (2010)                                     | 11                             |
| 12                             | Nigeria                        | 1.° del Grupo B de la CAF              | 7 de octubre de 2017           | 6                              | 3                              | 2014                           | Octavos de final (1994, 1998, 2014)                | 44                             |
| 13                             | Costa Rica                     | 2.° del Hexagonal final de la Concacaf | 7 de octubre de 2017           | 5                              | 2                              | 2014                           | Cuartos de final (2014)                            | 21                             |
| 14                             | Polonia                        | 1.° del Grupo E de la UEFA             | 8 de octubre de 2017           | 8                              | 1                              | 2006                           | Tercer puesto (1974, 1982)                         | 6                              |
| 15                             | Egipto                         | 1.° del Grupo E de la CAF              | 8 de octubre de 2017           | 3                              | 1                              | 1990                           | Primera ronda (1934, 1990)                         | 30                             |
| 16                             | Islandia                       | 1.° del Grupo I de la UEFA             | 9 de octubre de 2017           | 1                              | 1                              | Debutante                      |                                                    | 22                             |
| 17                             | Serbia                         | 1.° del Grupo D de la UEFA             | 9 de octubre de 2017           | 12                             | 1                              | 2010                           | Cuarto puesto (1930, 1962)                         | 32                             |
| 18                             | Francia                        | 1.° del Grupo A de la UEFA             | 10 de octubre de 2017          | 15                             | 6                              | 2014                           | Campeón (1998)                                     | 8                              |
| 19                             | Portugal                       | 1.° del Grupo B de la UEFA             | 10 de octubre de 2017          | 7                              | 5                              | 2014                           | Tercer puesto (1966)                               | 3                              |
| 20                             | Uruguay                        | 2.° en la Conmebol                     | 10 de octubre de 2017          | 13                             | 3                              | 2014                           | Campeón (1930, 1950)                               | 16                             |
| 21                             | Argentina                      | 3.° en la Conmebol                     | 10 de octubre de 2017          | 17                             | 12                             | 2014                           | Campeón (1978, 1986)                               | 4                              |
| 22                             | Colombia                       | 4.° en la Conmebol                     | 10 de octubre de 2017          | 6                              | 2                              | 2014                           | Cuartos de final (2014)                            | 10                             |
| 23                             | Panamá                         | 3.° del Hexagonal final de la Concacaf | 10 de octubre de 2017          | 1                              | 1                              | Debutante                      |                                                    | 60                             |
| 24                             | Senegal                        | 1.° del Grupo D de la CAF              | 10 de noviembre de 2017        | 2                              | 1                              | 2002                           | Cuartos de final (2002)                            | 32                             |
| 25                             | Marruecos                      | 1.° del Grupo C de la CAF              | 11 de noviembre de 2017        | 5                              | 1                              | 1998                           | Octavos de final (1986)                            | 48                             |
| 26                             | Túnez                          | 1.° del Grupo A de la CAF              | 11 de noviembre de 2017        | 5                              | 1                              | 2006                           | Primera ronda (1978, 1998, 2002, 2006)             | 28                             |
| 27                             | Suiza                          | 1.° ganador de la repesca de la UEFA   | 12 de noviembre de 2017        | 11                             | 4                              | 2014                           | Cuartos de final (1934, 1938, 1954)                | 11                             |
| 28                             | Croacia                        | 2.° ganador de la repesca de la UEFA   | 12 de noviembre de 2017        | 5                              | 2                              | 2014                           | Tercer puesto (1998)                               | 18                             |
| 29                             | Suecia                         | 3.° ganador de la repesca de la UEFA   | 13 de noviembre de 2017        | 12                             | 1                              | 2006                           | Subcampeón (1958)                                  | 25                             |
| 30                             | Dinamarca                      | 4.° ganador de la repesca de la UEFA   | 14 de noviembre de 2017        | 5                              | 1                              | 2010                           | Cuartos de final (1998)                            | 19                             |
| 31                             | Australia                      | Ganador de la repesca Concacaf–AFC     | 15 de noviembre de 2017        | 5                              | 4                              | 2014                           | Octavos de final (2006)                            | 43                             |
| 32                             | Perú                           | Ganador de la repesca OFC–Conmebol     | 15 de noviembre de 2017        | 5                              | 1                              | 1982                           | Cuartos de final (1970) Segunda fase grupal (1978) | 10                             |

## Cupos por confederación
La FIFA resolvió que el reparto de cupos fuera el siguiente:
- AFC: 4,5 cupos
- CAF: 5 cupos
- Concacaf: 3,5 cupos
- Conmebol: 4,5 cupos
- OFC: 0,5 cupos
- UEFA: 13 cupos
- Organizador: 1 cupo

Europa y África tuvieron un número de cupos garantizado de antemano. El número de clasificados de las otras confederaciones dependió de las repescas intercontinentales, que disputaron los países mejor clasificados en sus respectivas eliminatorias que no obtuvieron la clasificación directa. AFC disputó su repesca contra Concacaf y OFC contra Conmebol.

## Resumen de la clasificación
| Confederación | Equipos participantes | Equipos clasificados | Equipos eliminados | Cupos totales | Fecha final de la clasificación |
| ------------- | --------------------- | -------------------- | ------------------ | ------------- | ------------------------------- |
| AFC           | 46                    | 5                    | 41                 | 4,5           | 15 de noviembre de 2017         |
| CAF           | 54                    | 5                    | 49                 | 5             | 14 de noviembre de 2017         |
| Concacaf      | 35                    | 3                    | 32                 | 3,5           | 15 de noviembre de 2017         |
| Conmebol      | 10                    | 5                    | 5                  | 4,5           | 15 de noviembre de 2017         |
| OFC           | 11                    | 0                    | 11                 | 0,5           | 15 de noviembre de 2017         |
| UEFA          | 54+1                  | 13                   | 41                 | 13+1          | 14 de noviembre de 2017         |
| Total         | 210+1                 | 31                   | 179                | 31+1          |                                 |

## Goleadores
16 goles
- Robert Lewandowski
- Mohammed Al-Sahlawi
- Ahmed Khalil

15 goles
- Cristiano Ronaldo

11 goles
- Tim Cahill
- Romelu Lukaku
- Sardar Azmoun
- Christian Eriksen

10 goles
- Mile Jedinak
- Omar Kharbin
- Edinson Cavani

9 goles
- Carlos Ruiz Gutiérrez
- André Silva
- Hassan Al-Haidos
- Ali Mabkhout

8 goles
- Yang Xu
- Mehdi Taremi
- Chris Wood
- Marcus Berg
- Jozy Altidore

7 goles
- Yu Dabao
- Son Heung-Min
- Keisuke Honda
- Gabriel Jesus
- Lionel Messi
- Felipe Caicedo
- Alexis Sánchez
- Christian Pulisic
- Raymond Gunemba
- Stevan Jovetić